# Riebiņi (novads)
Riebiņi est un novads de Lettonie, situé dans la région de Latgale. En 2009, sa population est de 6 331 habitants.